# آنتونی لین
آنتونی لین (انگلیسی: Anthony Lane) روزنامه‌نگار بریتانیایی است که به‌عنوان منتقد سینما در مجلۀ نیویورکر فعالیت می‌کند.